# Chi trước

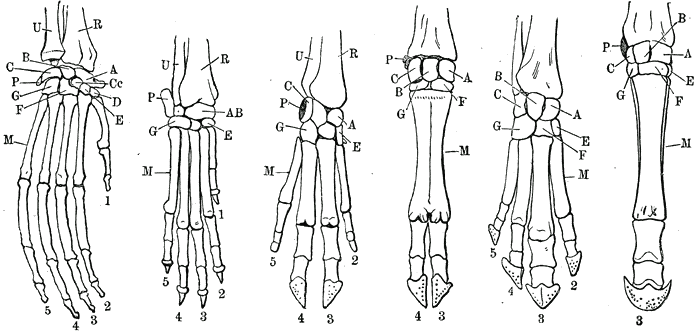
Chi trước của động vật có vú có chức năng khác nhau nhưng đều có tính tương đồng.

Chi trước là một chi ở phía trước (cánh tay, chân, hoặc phần phụ tương tự) trên cơ thể động vật có xương sống trên cạn.
Tất cả chi trước của các loài động vật có xương sống đều có tính tương đồng, có nghĩa là chúng đều đã tiến hóa từ cùng một cấu trúc. Ví dụ, chân chèo của một con rùa hay cá heo, cánh tay của con người, chân trước của ngựa, và cánh của dơi và chim (bất kể sự khác biệt lớn của chúng).